# Freire (Chili)
Pour les articles homonymes, voir Freire.
Freire est une ville et une commune du Chili de la Province de Cautín, elle-même située dans la Région de l'Araucanie.

## Géographie

### Situation
Le territoire de la commune de Freire se trouve dans la vallée centrale du Chili et s'étire le long de la rive nord du río Toltén. La commune est située à 638 km à vol d'oiseau au sud de la capitale Santiago et à 25 km au sud de Temuco capitale de la Région de l'Araucanie. L'agglomération de Freire est traversée à la fois par la route panaméricaine et la voie ferrée Temuco-Pitrufquén.

### Démographie
En 2012, la population de la commune de Freire s'élevait à 22 148 habitants. La superficie de la commune est de 935 km2 (densité de 24 hab./km2),.

## Histoire
À la fin de la guerre du Pacifique qui oppose le Chili à la Bolivie et au Pérou, le gouvernement chilien décide d'achever la mainmise sur les terres situées au sud du rio Biobio et occupées jusque-là par les Mapuches. La pacification de l'Auricanie qui a débuté en 1861 s'achève en 1883 par une victoire totale des troupes chilienne sur les forces autochtones. Les mapuches sont parqués dans des réserves et les territoires occupés sont ouverts à la colonisation. Environ 36 000 colons européens sont installés sur les territoires conquis. Le fort Freire a été édifié fin 1882 par les troupes chiliennes à 7 km de l'emplacement de l'agglomération actuelle. Le plan de cette dernière, dressé par le colon allemand Juan Schleyer, est approuvé en 1885. Freire acquiert le statut de commune n 1919.

Position de Freire (en rouge) au sein de la Région de l'Araucanie.